# Sasaki Yasutsuna

Sasaki Yasutsuna. Foi um Kugyō (nobre) do período Kamakura da história do Japão. Foi também um Bushō (Comandante Militar). Foi o terceiro filho de Sasaki Nobutsuna.
Com a morte de Nobutsuna em 1242 levou a uma disputa sobre sua herança. Seu primeiro filho, Shigetsuna e Yasutsuna (a quem Nobutsuna tornou seu herdeiro). Assim que Yasutsuna herdou o posto Shugo e todas as terras associadas, Shigetsuna foi se queixar ao Bakufu que como filho mais velho, deveria receber as participações adquiridas por seu pai além do título se Shugo. Após a audiência desta disputa, o Shogunato prontamente expropriou os latifúndios extras, argumentando que eles foram adquiridos ilegalmente e acabou oferecendo a Yasutsuna uma residência em Quioto que era chamada Rokkaku a partir de então Yasutsuna assume o nome e forma o Clã Rokkaku.
| Precedido por Sasaki Nobutsuna | -- 9º Líder do Clã Sasaki (1242 - 1242)    | Sucedido por 'Ninguém'        |
| Precedido por 'Ninguém'        | -- 1º Líder do Clã Rokkaku (1242 - 1276)   | Sucedido por Sasaki Yoritsuna |
| Precedido por Sasaki Nobutsuna | 4º Shugo da Província de Ōmi (1245 - 1252) | Sucedido por Sasaki Yoritsuna |